# Wolna Armia Syrii
Wolna Armia Syrii (arab. ‏الجيش السوري الحر‎, trb. al-Dżajasz as-Suri al-Hurr) – główny uzbrojony podmiot operacyjny syryjskiej opozycji walczący w wojnie domowej do 2015 roku. 
W wyniku rozpadu wspólnego dowództwa w 2015 roku, większość tworzących ją frakcji zaczęła działać pod własnymi szyldami, odwołując się do członkostwa w tym podmiocie jedynie nominalnie i okazjonalnie.
Część jednostek WAS, które zaczęły pobierać turecki żołd, jest obecnie znanych jako Syryjska Armia Narodowa.

## Historia

### 2011
Oryginalnie, w dużej mierze jego trzon stanowili dezerterzy z armii syryjskiej. Organizacja zbrojna powstała 29 lipca 2011. Jej pierwszym liderem został pułkownik Rijad al-Asad, który motywował powołanie grupy ochroną ludności cywilnej, przed siłami prezydenta Baszszara al-Asada. Przez syryjski rząd była uważana za ugrupowanie terrorystyczne.
Po powołaniu Wolnej Armii Syrii coraz większa rzesza buntowników zasilała tę zbrojną organizację powstańców. W pierwszych tygodniach od powołania Wolnej Armii Syrii, liczba członków liczyła ok. 1 tys., natomiast w grudniu 2011, w szeregi rebeliantów wstąpiło 25 tys. zbuntowanych żołnierzy i ochotników. Najwyżsi rangą wojskowi, którzy przyłączyli się do rebelii, znajdowali schronienie na terytorium Turcji. Wolna Armia Syrii została podzielona na 22 bataliony, które podjęły w całym kraju działalność partyzancką. Rebelianci początkowo byli uzbrojeni jedynie w to, co zabierali ze sobą podczas dezercji. W pierwszej fazie wojny, buntownicy atakowali patrole i konwoje lojalistów. Dochodziło do ataków bombowych wymierzonych w armię narodową oraz organizowano zasadzki na zasadzie ataku i ucieczki. Ponadto buntownicy prowadzili kampanię zachęcającą byłych współtowarzyszy broni do przystąpienia do ruchu powstańczego.
16 listopada 2011 Wolna Armia Syrii (WAS) złożona ze zbuntowanych żołnierzy, służących wcześniej w armii rządowej, ogłosiła powołanie tymczasowej Rady Wojskowej. Rada miała na celu koordynacje ataków partyzanckich, ochrony ludności cywilnej, a także zapobiegania anarchii. Jednak rola Wolnej Armii Syrii nie ograniczyła się do działań partyzanckich. W miastach takich jak Dajr az-Zaur, Ar-Rastan dochodziło do walnych bitew z lojalistami prezydenta Asada. Lotnictwo syryjskie bombardowało rebeliantów w miastach Hama, Hims, Ar-Rastan, Dajr az-Zaur i Dara, tak więc opozycjoniści wystąpili do areny międzynarodowej o wprowadzanie w Syrii strefy zakazu lotów. NATO jednak po zakończeniu operacji w Libii, odrzuciło możliwość interweniowania w Syrii. Do pierwszych wzmożonych skoordynowanych działań Wolnej Armii doszło w okresie listopad-grudzień 2011.

### 2012
Na przełomie lutego i marca 2012 z armii syryjskiej zdezerterowało ok. 20 tys. żołnierzy, którzy przyłączyli się do Wolnej Armii Syrii. W marcu 2012 udało się zjednoczyć wszystkie jednostki rebelianckie Wolnej Armii Syrii pod dowództwem Wysokiej Rady Wojskowej w Turcji. W kwietniu 2012 organizacja liczyła 50 tys. żołnierzy. Mimo marcowych porażek w Himsie i Idlib, rebelianci stali się zagrożeniem dla rządu. Opozycyjne oddziały zacieśniły współpracę i koordynację swoich działań. Ustanowiły rady wojskowe w takich miastach jak Aleppo, Dera i Damaszek. Powstańcy ze względu na słabe uzbrojenie, braki w środkach komunikacji i transportu unikali bezpośrednich starć i stosowali taktykę partyzancką. Bojownicy atakowali linie komunikacyjne i wojskowe konwoje za pomocą improwizowanych ładunków wybuchowych, a także granatników przeciwpancernych. Dezerterzy użyli także kilkakrotnie wyrzutni pocisków przeciwpancernych. W lipcu 2012 wybuchły dwie największe bitwy z udziałem Wolnej Armii Syrii. Rebelianci zaatakowali Damaszek oraz Aleppo, doprowadzając do długotrwałych walk pozycyjnych. W sierpniu 2012 siły Wolnej Armii Syrii liczyły ponad 100 tys. żołnierzy. Był to szczytowy moment, jeśli chodzi o liczbę członków organizacji. W kolejnych etapach wojny domowej doszło do licznych podziałów ugrupowania ze względu na napływ radykalnych islamistów do Syrii.
5 września 2012 w Antiochii doszło do zjazdu liderów grup powstańczych, którzy postanowili powołać zawodowe i zunifikowane siły zbrojne, których trzon stanowili dezerterzy, w tym ponad stu oficerów i 47 generałów. W związku z tym ogłoszono projekt utworzenia Narodowej Armii Syryjskiej (NAS), zrzeszającej różne grupy bojowe z Wolną Armią Syrii na czele, która jednak zgłosiła zastrzeżenia co do nowej nazwy formacji. Narodowa Armia Syrii miała być całkowicie podporządkowana władzom opozycyjnym z Narodowej Rady Syryjskiej. Nowa formacja militarna miała skupić w swych szeregach wszystkie jednostki, niezależnie od orientacji politycznej. W połowie września 2012 Wolna Armia Syrii ogłosiła, iż centrum dowodzenia rebelii zostało przeniesione do Syrii, na ziemie kontrolowane przez opozycjonistów. Był to krok ku zjednoczeniu grup bojowych.
Na konferencji w tureckim mieście Antalya 7 grudnia 2012 opozycjoniści wybrali 30-osobowe Najwyższej Rady Wojskowej (SMC), w którym dominowali politycy związani z Bractwem Muzułmańskim i salafici. Islamiści objęli 2/3 miejsc w dowództwie. Tym samym oprócz przedstawicieli Wolnej Armii Syrii w Najwyższej Radzie Wojskowej znaleźli się reprezentanci Syryjskiego Frontu Wyzwolenia Islamu z Liwa Sukur asz-Szam na czele oraz Syryjskiego Frontu Islamskiego. Miejsca nie znaleźli tam oficerowie wyższych rang, którzy zdezerterowali z syryjskich wojsk rządowych. Na konferencji obecni byli przedstawiciele państwowych agend bezpieczeństwa USA, Wielkiej Brytanii, Francji, krajów regionu Zatoki Perskiej oraz Jordanii. Szefem sztabu Najwyższej Rady Wojskowej mianowano gen. Salima Idrisa. Celem powołania sztabu było zjednoczenie różnych grup zbrojnych działających na terenie Syrii i stopniowe tworzenie armii narodowej.

### 2013
Generał Idris zwrócił się do państw zachodnich o pomoc wojskową, zarówno w zakresie dostaw broni i sprzętu, jak i szkolenia syryjskich powstańców. Powstańcy byli zbrojeni przez kraje Zatoki Perskiej, głównie Arabię Saudyjską i Katar, a także Libię. Donatorzy znad Zatoki Perskiej kupowali broń w Sudanie, toteż przeciwlotnicze pociski i naboje do broni lekkiej, którymi posługiwali się opozycjoniści pochodziła w głównej mierze z Sudanu. Turcja przekazywała ręczne wyrzutnie pocisków ziemia-powietrze FIM-92 Stinger. Również Stany Zjednoczone i Wielka Brytania zbroiły umiarkowanych rebeliantów. W czerwcu 2013 rebelianci podali, iż uzyskali od państw wspierających opozycję w Syrii pociski typu ziemia-powietrze krótkiego zasięgu MANPAD, pociski przeciwpancerne, pociski moździerzowe i amunicję.
Również rebelianci z Wolnej Armii Syrii dopuszczali się licznych zbrodni wojennych. Oprócz prowadzenia ofensywnych działań wojennych, porywali i mordowali swoich przeciwników. Są oskarżeni również o czystki na chrześcijanach, do których doszło m.in. podczas bitwy w Sadadzie.

## Rozpad
Z czasem Wolna Armia Syrii przestała być najliczniejszą militarną organizacją walczącą z wojskiem Baszszara al-Asada. We wrześniu 2013 Wolna Armia Syrii liczyła 31 tys. bojowników. Podobną liczbę partyzantów posiadał radykalniejszy Syryjski Front Wyzwolenia Islamu, który w listopadzie 2013 połączył się z Syryjskim Frontem Islamskim, tworząc Front Islamski, który zaczął konkurować z umiarkowanymi rebeliantami. W grudniu 2013 zbrojne oddziały islamistyczne przejęły należące do Wolnej Armii Syrii magazyny z bronią w mieście Bab al-Hawa, leżącego w muhafazie Idlib. Broń składowana w magazynie pochodziła z amerykańskich dostaw, a sam atak na bazę zmusił gen. Idrisa do ucieczki z Syrii. Skutkiem tego było zawieszenie dostaw broni przez zachodnich donatorów. Jednak w styczniu 2014 Wolna Armia Syrii podjęła na północy Syrii współpracę z Frontem Islamskim, podczas kampanii przeciwko Islamskiemu Państwu w Iraku i Lewancie, radykalnej organizacji stanowiącej prawo koraniczne.
16 lutego 2014 Najwyższa Rada Wojskowa ogłosiła odwołanie generała Idrisa z zajmowanego stanowiska. Przyczynami jego dymisji była według komunikatu „zła dystrybucja broni”, „błędy i zaniedbania w czasie walk” oraz jego „oddalenie od trosk powstańców”. Jego następcą został generał Abd al-Ilah al-Baszir.
Podmiot ten przestał działać jako wspólna siła po rozpadzie wspólnego dowództwa w 2015 roku.  